# Kevin Holzweiler
Kevin Holzweiler (* 16. Oktober 1994 in Jülich) ist ein deutscher Fußballspieler, der aktuell bei den Sportfreunden Lotte unter Vertrag stand.

## Vereinskarriere

### Jugendzeit und Karrierebeginn bei Borussia Mönchengladbach
Kevin Holzweiler wechselte 2002 von der SpVgg Jackerath-Opherten in die Jugend von Borussia Mönchengladbach. Dort durchlief er sämtliche Jugendmannschaften. Sein Debüt für die 2. Mannschaft gab er am 27. Juli 2013 am ersten Spieltag der viertklassigen Regionalliga West. Bei diesem 4:1-Heimerfolg gegen die U23 vom VfL Bochum wurde er elf Minuten vor Ende eingewechselt. Zum ersten Mal in der Startelf stand Holzweiler am dritten Spieltag gegen den FC Viktoria Köln. Mit Borussia Mönchengladbach II gewann Holzweiler 2015 die Regionalliga West, scheiterte aber in der anschließenden Aufstiegsrunde zur 3. Liga an Werder Bremen II. Er kam von 2013 bis 2016 in 73 Spielen zum Einsatz und erzielte dabei 14 Tore.

### Stammspieler und Aufstieg mit Viktoria Köln
Zur Spielzeit 2016/17 wechselte Holzweiler zum Ligakonkurrenten Viktoria Köln. Sein Debüt für die Viktoria gab er am 29. Juli 2016 gegen den Wuppertaler SV. Holzweiler kam auch in der Erstrundenpartie des DFB-Pokals 2016/17 gegen den 1. FC Nürnberg zum Einsatz, die nach Elfmeterschießen verloren wurde. Mit Viktoria Köln wurde Holzweiler Meister der Regionalliga West 2017. In der Aufstiegsrunde zur 3. Liga scheiterte der Verein jedoch aufgrund der Auswärtstorregel am FC Carl Zeiss Jena.
Holzweiler konnte mit Vikoria Köln den Mittelrheinpokal 2017/18 gewinnen. In den Spielzeiten 2017/18 und 2018/19 verpasste er dann keine Minute in der Liga und konnte die Regionalliga-Meisterschaft 2018/19 gewinnen, womit er mit Viktoria Köln in die 3. Liga aufstieg.
Am 20. Juli 2019 spielte Holzweiler beim ersten Drittligaspiel der Vereinsgeschichte über die volle Distanz und trug mit einem Tor zum 3:3-Unentschieden bei Hansa Rostock bei, das in der Sportschau zum Tor des Monats vorgestellt wurde.

### Wechsel zu Rot-Weiss Essen
Am 17. Mai 2021 stellte Rot-Weiss Essen Holzweiler als ersten Neuzugang für die Spielzeit 2021/22 vor. Nach zwei Jahren mit 22 Punktspieleinsätzen lief sein Vertrag im Sommer 2023 aus. Holzweiler hielt sich daraufhin im von Peter Neururer geleiteten Trainingscamp der Vereinigung der Vertragsfußballspieler in Duisburg fit.

### Fortuna Köln
Im Januar 2024 schloss sich Holzweiler nach einer halbjährigen Vereinslosigkeit und der Teilnahme an mehreren Testspielen dem Regionalligisten SC Fortuna Köln an.

### Sportfreunde Lotte
Zur Saison 2024/25 wechselte Holzweiler zum Ligakonkurrenten und Aufsteiger Sportfreunde Lotte.

## Nationalmannschaft

### Juniorenauswahl
Kevin Holzweiler kam für verschiedene Juniorenauswahlen des DFB zum Einsatz. Für die U17 kam er zu vier Einsätzen, für die U18 ebenfalls zu vier Einsätzen (ein Tor) und für die U19 zu fünf Einsätzen.

## Erfolge
FC Viktoria Köln
- Mittelrheinpokal-Sieger: 2018, 2021
- Meister der Fußball-Regionalliga West: 2015, 2017, 2019

Rot-Weiss Essen
- Meister der Fußball-Regionalliga West: 2022